# Rashidi Kawawa
Rashidi Mfaume Kawawa, znany też jako Simba wa Vita, Lew Wojny (ur. 27 maja 1927 w Matepwende, zm. 31 grudnia 2009 w Dar es Salaam) – tanzański polityk, premier Tanzanii w latach 1972–1977.
Najstarsze z ośmiorga dzieci łowcy słoni. Nie zdobył wyższego wykształcenia. Od 1951 kierował rządową agencją, od 1955 stał na czele związku zawodowego. Od 1960 pełnił funkcję ministra do spraw samorządów, a następnie od 22 stycznia a 8 grudnia 1962 premiera kolonialnej Tanzanii. Od 1962 do 1962 piastował urząd wiceprezydenta. Był pierwszym premierem niepodległej Tanzanii od 1972 do 1977, między 22 stycznia a 8 grudnia 1972 będąc faktycznym przywódcą, gdy prezydent Julius Nyerere podróżował po kraju. W lutym 1977 przeszedł do partii Chama Cha Mapinduzi, po czym zakończył pełnienie funkcji szefa rządu. Od 1977 do 1980 kierował ministerstwem obrony. Do śmierci zachował zakulisowe wpływy na tanzańską politykę.